# Сила (альбом)
«Сила» — альбом гурту «Танок на Майдані Конґо», випущений 2005 року лейблом «Moon Records».
Цей диск став золотим (55 тисяч екземплярів).

## Композиції
1. … і переможе / 0:24 / Скіт
2. Сила / 4:51
3. Аренбі 0:39 / Скіт
4. Молодець / 3:38
5. Забув / 3:26
6. Самураї / 0:16 / Скіт
7. Банзай / 3:19
8. Смакота / 0:36 / Скіт
9. Сан-Франциско / 4:03
10. Ніхто / 0:28 / Скіт
11. Гранули / 4:41
12. Бінго 0:25 / Скіт
13. Клоуни / 3:19
14. Відривайся / 3:43
15. Річка 0:35 / Скіт
16. Ноу Кіпіш / 3:27
17. Просто надія 0:42 / Скіт
18. Мушу йти / 4:48

бонуси
1. ШоПопалоШоу-2005 / 5:39
2. Все чесно / 5:17
3. Ніч яка місячна 0:28 / Скіт
4. Пупсики (пісня для Насті Юрчишиної) / 5:19